# Dub u Drahyně
Dub u Drahyně je památný solitérní dub letní (Quercus robur L.), který roste na území vesnice Stanovice v okrese Trutnov v Královéhradeckém kraji. Nachází se také na levém břehu potoka Drahyně a levém břehu veletoku Labe v geomorfologickém celku Jičínská pahorkatina.

## Historie a popis
| Výška stromu                 | 30,0 m (dle údajů z roku 2011)                              |
| Obvod kmene ve výčetní výšce | 6,10 m (dle údajů z roku 2011)                              |
| Ochranné pásmo               | vyhlášené – kruh o průměru 19 m se středem v ose paty kmene |
| Datum prvního vyhlášení      | 1. ledna 2011                                               |

## Další informace
Dub je celoročně volně přístupný a nachází se na trase Labské cyklotrasy (2).

## Galerie

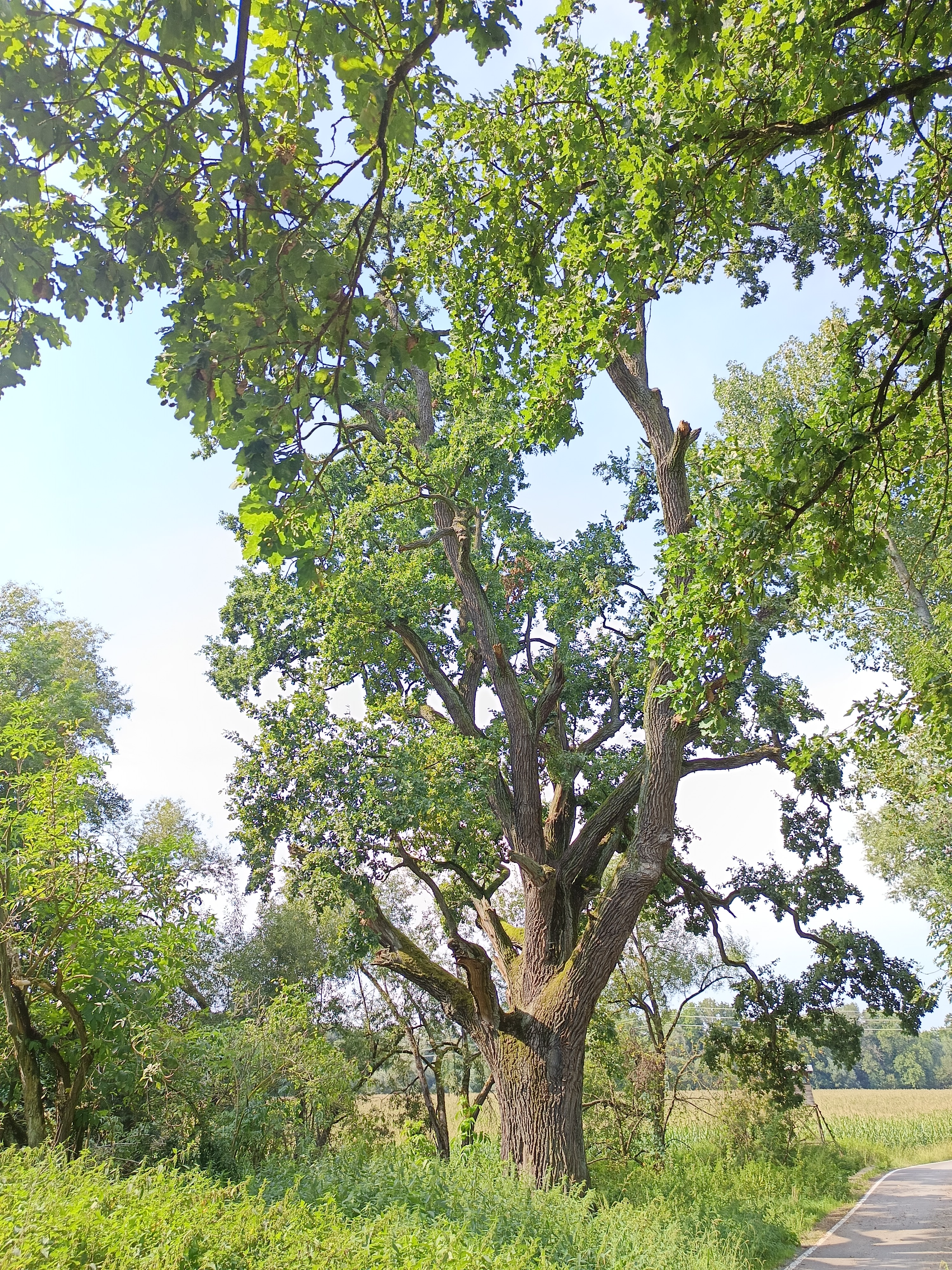
Celkový pohled na dub